# Eulychnia castanea
Eulychnia castanea ist eine Pflanzenart in der Gattung Eulychnia aus der Familie der Kakteengewächse (Cactaceae). Das Artepitheton castanea stammt aus dem Lateinischen, bedeutet ‚an eine Kastanie erinnernd‘ und verweist auf die bedornten Früchte der Art.

## Beschreibung
Eulychnia castanea wächst strauchig, erreicht Wuchshöhen bis zu 1 Meter und bildet dichte Polster von mehreren Metern Durchmesser. Die zylindrischen Triebe sind grün, 1 bis 2 Meter lang (selten länger) und weisen Durchmesser von 6 bis 8 Zentimetern auf. Es sind 8 bis 12 Rippen vorhanden. Die darauf befindlichen Areolen sind dunkelgrau befilzt. Die aus ihnen entspringenden Dornen sind gelb bis braun. Die 1 bis 2 kräftigen Mitteldornen sind 3 bis 10 Zentimeter, die 6 bis 10 Randdornen 0,5 bis 2 Zentimeter lang.
Die weißen Blüten erscheinen seitlich in der Nähe der Triebspitzen und sind 5 bis 5,5 Zentimeter lang. Ihr Perikarpell und die Blütenröhre sind mit steifen, braunen Borsten und braunfilzigen Areolen bedeckt. Die kugelförmigen, gelben (bis grünen) Früchte sind mit Dornen besetzt, die bei Vollreife leicht abfallen.

## Verbreitung, Systematik und Gefährdung
Das Verbreitungsgebiet von Eulychnia castanea erstreckt sich in der Region Coquimbo von Talinay bis Los Molles unmittelbar entlang der Küste.
Die Erstbeschreibung erfolgte 1864 durch Rudolph Amandus Philippi. Nomenklatorische Synonyme sind Cereus castaneus (Phil.) K.Schum. (1903) und Philippicereus castaneus (Phil.) Backeb. (1942).
In der Roten Liste gefährdeter Arten der IUCN wird die Art als „Least Concern (LC)“, d. h. als nicht gefährdet geführt.

## Nachweise